# 真赭
真赭（まそお、まそほ、ますお、ますほ）は、赤系（桃色系）の色で、桃色の明るさを落とした感じの色。赭とは違って明るい感じで赤を強めた感じの色となっている。

## 真赭について
天然の辰砂の色のことを言う。日常ではあまり見かけないが、詩人などには有名で、芒（ススキ）を表す言葉で「真赭の芒」「真赭の糸」（穂が赤ずんだ芒のこと）などといった秋の季語になっている。

## その他
真赭が一般的だが、真赭色という言い方もする。

## 近似色
- 薄紅
- オールドローズ